# Önsta församling
Önsta församling är en församling i Västerås pastorat i Domprosteriet i Västerås stift i Svenska kyrkan. Församlingen ligger i Västerås kommun i Västmanlands län.

## Administrativ historik
Församlingen bildades 1991 genom en utbrytning ur Västerås Skerike församling. Församlingen utgjorde eget pastorat till 2014 då den uppgick i Västerås pastorat.

## Kyrkor
- Önsta Gryta kyrka
- Rönnby kyrkcenter